# Kaszpi géb
A kaszpi géb (Caspiosoma caspium) a csontos halak (Osteichthyes) főosztályának a sugarasúszójú halak (Actinopterygii) osztályába, ezen belül a sügéralakúak (Perciformes) rendjébe, a gébfélék (Gobiidae) családjába és a Benthophilinae alcsaládjába tartozó faj.
Nemének egyetlen faja.

## Előfordulása
A kaszpi géb brakk- és édesvízben egyaránt előfordul. Megtalálható a Fekete-tenger északi részén, az Azovi-tengerben és a Kaszpi-tenger középső és északi felén. Felúszik a Dnyeper és a Déli-Bug alsó folyásába és a Don deltájába.

## Megjelenése
A hal legnagyobb hossza 4,5 centiméter lehet. Nincsenek pikkelyei és úszóhólyagja. Hasúszói tapadókoronggá módosultak, hosszúak. A homokszínű - sárgásbarna színű bőrén, sötétbarna és fekete foltok, illetve sávok vannak.

## Életmódja
Tápláléka gerinctelen állatok, főként rákok, kerekesférgek (Rotifera), rovarlárvák, például árvaszúnyoglárvák és algák. A 2-8 méter mély vizeket kedveli, ahol az iszapba, homokba vagy törmelékbe elrejtőzve tartózkodik.

## Szaporodása
A kaszpi géb szaporodása nem ismert, de mivel a nőstényekben 20 nagy ikrát számláltak, feltételezik, hogy intenzív ivadékgondozást folytatnak. Az ikrái körtealakúak.